# 147421 Gárdonyi
A 147421 Gárdonyi (ideiglenes jelöléssel (147421) 2003 GG) a Naprendszer kisbolygóövében található aszteroida. Sárneczky Krisztián fedezte fel 2003. április 1-jén.